# حسام نادر
حسام نادر محمد أبورواش (1992م-) كاتب روائي ومترجم مصري وناشر صوتي 

## النشأة والتعليم
ولد حسام في عام 1992م، وتلقى تعليمه في مدرسة الزمالك للبنين، ثم التحق بكلية التجارة جامعة القاهرة حيث حصل على شهادة البكالوريوس في عام 2012، وبعدها قام بتأدية الخدمة العسكرية في الجيش المصري والتي أشعلت بداخله الرغبة في الكتابة، نشر روايته الأولى في عام 2015 وانطلق من خلالها للعمل في المجال الأدبي.
يحاول حسام نادر تقديم أدب الفانتازيا إلى القارئ العربي، حيث يفتقر أدبنا العربي إلى هذا النوع من الأعمال الروائية، من خلال صنع عالم فانتازي جديد يلاقي إعجاب القارئ العربي، والقارئ الأجنبي المخضرم في العيش داخل العوالم الفانتازية المختلفة، وقدم عالمه بشكل تجريبي في روايته چيكاي – غضب أبادون، ثم أعاد نشره في شكله النهائي بعد سنوات من العمل على العالم والنص، وقدمه في رواية حكايات ميترون - ما قبل الظلام، والتي تعد أول رواية وفي داخلها أغنية حيث نشرت كرواية صوتية أولا مع تطبيق ستوريتل بصوت سمعان فرزلي وقدم فيها أغنية قلب حديد بصوت مغني الراب رُميح، ثم تم بيع حقوقها الورقية ونشرت ورقيًا مع دار عصير الكتب للنشر والتوزيع في معرض القاهرة الدولي للكتاب يوليو 2021.
كما ترجم أيضًا سلسلة بيرسي جاكسون والألمبيون الشهيرة باللغة العربية في محاولة لإثراء المكتبة العربية بالمزيد من أعمال الفانتازيا والخيال، ونشر الجزء الأول سارق البرق والجزء الثاني بحر الوحوش لأول مرة في معرض القاهرة الدولي للكتاب يناير 2024 مع دار عصير الكتب للنشر والتوزيع. 
عمل حسام في شركة ستوريتل للكتب الصوتية، وقد شارك في نشر وتحويل أكثر من 3000 عمل أدبي بين الروايات والكتب إلى كتب صوتية يمكنك الاستماع إليها عبر تطبيق ستوريتل.
تم اختيار حسام ليشرف بنفسه على تحويل سلسلة كتب هاري بوتر إلى كتب صوتية عربية بصوت المذيع المتميز سمعان فرزلي، كما أشرف على تحويل سلسلة لعبة العروش إلى كتب صوتية عربية بصوت القارئ داود عفيشات، وعمل مع الكثير من المؤلفين وقام بنشر العديد من الكتب من خلال مشروع مسلسلات ستوريتل أوريجنال من بينها الجلسة للكاتب عبد الرحمن جاويش، وأنين الدمى للكاتبة نور عبد المجيد 

## مؤلفاته

### تأليف
- جيكاي غضب أبادون[3]
- هاري بوتر وسحر العامة[4]
- حكايات ميترون - ما قبل الظلام [1]

### ترجمة
مسرحية هاري بوتر والطفل الملعون.
رواية سارق البرق الجزء الأول من سلسلة بيرسي جاكسون والألمبيون 2024.
رواية بحر الوحوش الجزء الثاني من سلسلة بيرسي جاكسون والألمبيون 2024.